# 허이두비허르주

허이두비허르 주의 위치

허이두비허르주(헝가리어: Hajdú-Bihar megye)는 헝가리 동부에 위치한 주로 주도는 데브레첸이며 면적은 6,211km2, 인구는 543,800명, 인구 밀도는 88명/km2이다. 1개 도시주(데브레첸)와 10개 구(벌머주이바로시구, 베레초우이펄루구, 데브레첸구, 데레치케구, 허이두뵈쇠르메니구, 허이두허드하즈구, 허이두나나시구, 허이두소보슬로구, 니러도니구, 퓌슈푀클러다니구), 20개 시, 61개 마을을 관할한다.
북쪽으로는 서볼치서트마르베레그 주, 북서쪽으로는 보르쇼드어버우이젬플렌 주, 서쪽으로는 야스너지쿤솔노크 주, 남쪽으로는 베케시 주와 접하며 동쪽으로는 루마니아와 국경을 접한다.

주기
주 문장